# Karl Lamprecht
Karl Lamprecht (Jessen, 25 febbraio 1856 – Lipsia, 10 maggio 1915) è stato uno storico tedesco specializzato in storia dell'arte e dell'economia tedesca e considerato "lo storico più noto, seppure più discusso, della Germania prebellica". La sua concezione della storia univa caratteri positivistici ad elementi della Kulturgeschichte.
Le sue ricerche sulla vita economica tedesca nel Medioevo furono citate da Marc Bloch nel suo studio sulla storia del mulino ad acqua medievale.

## Biografia
Lamprecht nacque a Jessen, in Sassonia. Suo padre era il pastore anziano Carl Nathanael Lamprecht (1804-1878), suo fratello maggiore Carl Hugo (1845-1910) studiò teologia come il padre e in seguito divenne sovrintendente dell'allora quartiere ecclesiastico di Osterburg.
Dopo aver frequentato i licei di Wittenberg e Schulpforta, dal 1874 Lamprecht studiò storia alle università di Gottinga, Lipsia e Monaco di Baviera. A Gottinga divenne membro del coro studentesco della Georgia-Augusta – i Blue Singers – fondato nel 1860 nella Sondershäuser Verband, a Lipsia partecipò al  Coro Universitario di St. Pauli e a Monaco di Baviera al Coro Accademico nell'Associazione Sondershäuser. A Lipsia, grazie all'influenza dell'economista Wilhelm Roscher, Lamprecht si occupò sempre più di storia economica e nel 1878 ottenne alla Facoltà di Filosofia di  Lipsia il dottorato sotto la guida di Wilhelm Roscher e dello storico Carl von Noorden con contributi alla storia della vita economica francese nell'XI secolo.
Costretto a lavorare dopo la morte del padre, nel 1879 superò l'esame di stato per la professione di insegnante superiore e completò un anno di prova. Nello stesso anno divenne precettore privato del banchiere di Colonia Deichmann, dove incontrò l'industriale renano Gustav von Mevissen grazie alla cui borsa di studio poté effettuare ricerche sulla storia economica renana. Nel 1881 fondò la Società per gli Studi Storici Renani con Mevissen. Insieme a Felix Hettner, direttore del Museo Provinciale di Treviri, diresse il Giornale di Storia e Arte della Germania Ovest dal 1881 al 1891. Lamprecht insegnò all'università di Marburgo e successivamente a Lipsia ("Storia medievale e moderna"), dove fondò l'Institut für Kultur und Universalgeschicht center dedicato alla storia comparata del mondo e della cultura. In seguito fu rettore dell'Università di Lipsia.

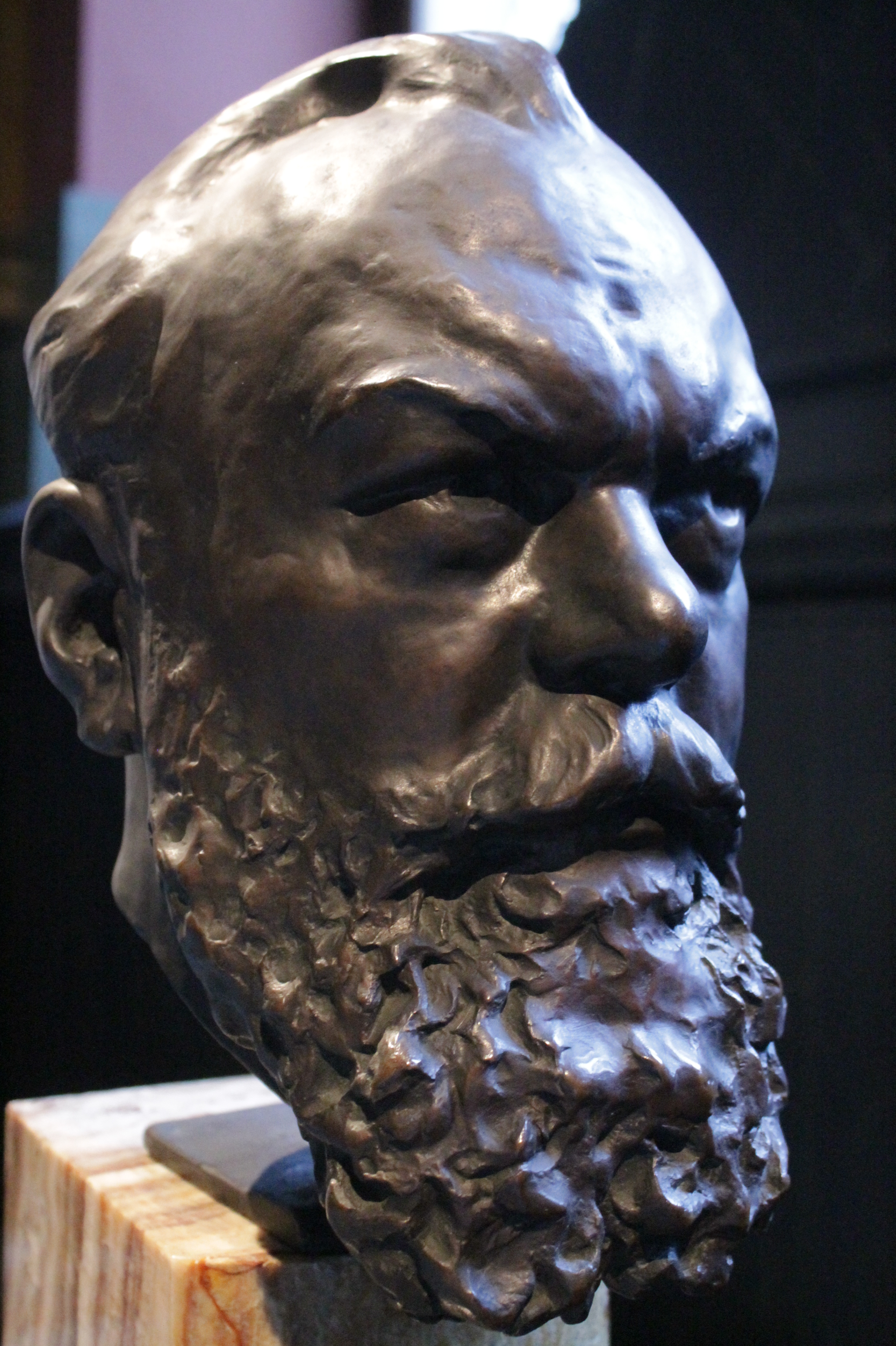
Karl Lamprecht di Max Klinger, Albertinum, Dresda

Collaboratore del progetto editoriale "Le cronache delle città tedesche" della Commissione storica presso l'Accademia bavarese delle scienze sotto la guida dello storico tedesco Karl von Hegel, Lamprecht suscitò notevoli polemiche con i suoi metodi interdisciplinari e l'attenzione su ampie questioni sociali, ambientali e persino psicologiche della storia. Per lui, la storia significava tanto la rivelazione della sociologia quanto degli eventi politici.
L'ambiziosa Deutsche Geschichte (13 voll., 1891-1908) di Lamprecht, sull'intera traiettoria della storia tedesca, suscitò una famosa Methodenstreit (disputa metodologica) all'interno dell'establishment accademico della storia tedesca, in particolare di Max Weber, che abitualmente si riferiva a Lamprecht come a un semplice dilettante. Lamprecht fu criticato da studiosi di storia giuridica e costituzionale come Friedrich Meinecke e Georg von Below per la sua mancanza di rigore metodologico e la sua disattenzione verso importanti tendenze politiche e ideologie. Di conseguenza, Lamprecht e i suoi studenti furono emarginati dal mondo accademico tedesco e la storia sociale interdisciplinare rimase una sorta di tabù tra gli storici tedeschi per gran parte del XX secolo. Tuttavia, durante gli anni della pubblicazione della serie, il suo lavoro ha goduto di un ampio pubblico di lettori tra la comunità tedesca non accademica.
Fu il principale esponente della Kulturgeschichte ("Storia della cultura") e credette intensamente nella superiorità della cultura tedesca. Poco prima di morire ripudiò, con una certa indignazione, l'idea che la Germania avesse preso parte alla prima guerra mondiale come dettata dai "signori della guerra", e dichiarò che al riguardo la Germania era unita.

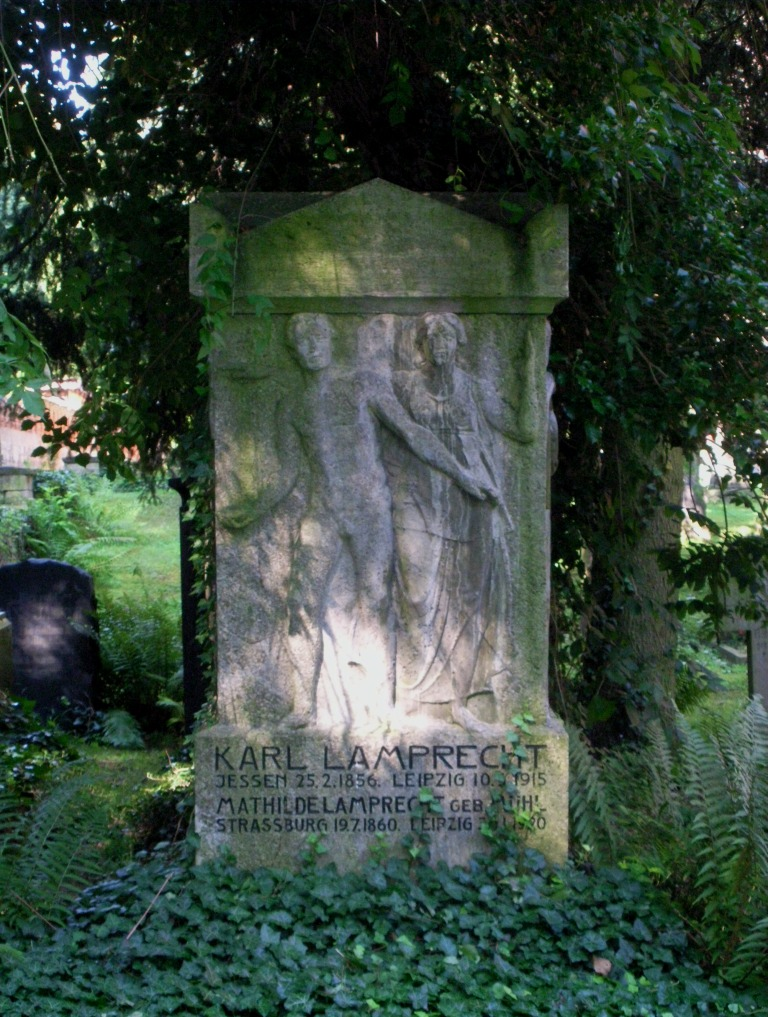
La tomba a Schulpforte

Dal 1892 membro a pieno titolo della Royal Saxon Society of Sciences, nel 1906 Lamprecht suggerì la fondazione del Seminario per la storia regionale e gli studi sugli insediamenti, che fu diretto da Rudolf Kötzschke (1867-1949), e nel 1909 fondò l'Istituto Reale Sassone per la Storia Culturale e Universale, il primo istituto umanistico in Germania che non era subordinato all'università ma direttamente al ministero.
Lamprecht morì a Lipsia il 10 maggio 1915 per un'emorragia interna causata da un'ulcera perforata. La sua tomba si trova nel cimitero di Schulpforte.

## Vita privata
Lamprecht sposò Mathilde Mühl (1860-1920), ed ebbero due figlie: Marianne Lamprecht, sposò Klein-Walbeck (1888-1946) ed Elisabeth ("Else") Lamprecht, sposò Rose-Schütz (1890-1978).

## Opere principali
- Deutsches Wirtschaftsleben im Mittelalter, 3 voll., Leipzig, Alphons Durr, 1885-1886
- Deutsche Geschichte, 12 voll. Berlin, R. Gaertners Verlagsbuchhandlung Hermann Heyfelder, 1891-1909
- Moderne Geschichtswissenschaft, Freiburg im Breisgau, Heyfelder, 1905
- Einfuhrung in das historische Denken, Leipzig, R. Voigtlander, 1912